# 아무도 모른다 (아라시의 노래)
〈아무도 모른다〉(일본어: 誰も知らない 다레모시라나이[*])는 아라시의 44번째 싱글이다.

## 개요
전작 〈GUTS!〉로부터 약 1개월 만의 싱글이다. 통상반·초회 한정반의 2형태로 발매된다.
타이틀곡 〈아무도 모른다〉는 멤버 오노 사토시 주연의 TV 아사히 드라마 《사신 군》의 주제가이다.

## 수록곡

### 초회 한정반
CD
1. 誰も知らない / 아무도 모른다
작사: mfmsiQ, SQUAREF, John World, 사쿠타 마사야 / 작곡: TAKUYA HARADA, Joakim Bjornberg, Christofer Erixon, BJ khan / 편곡: 사사키 히로후미, BJ khan
  - TV 아사히 드라마 《사신 군》 주제가
2. おかえり / 어서 와
작사·작곡: 스기야마 카츠히코 / 편곡: 이시즈카 토모키
3. おかえり （オリジナル・カラオケ）

DVD
1. 〈誰も知らない〉 비디오 클립

### 통상반
1. 誰も知らない / 아무도 모른다
2. Keep on tryin'
작사·작곡: GK, TOM / 편곡: GK
3. ミラクル・サマー / 미라클 서머
작사: Macoto56 / 작곡: Christofer Erixon, Joakim Bjornberg, 카와구치 스스무 / 편곡: metropolitan digital clique
4. 誰も知らない（オリジナル・カラオケ）
5. Keep on tryin'（オリジナル・カラオケ）
6. ミラクル・サマー（オリジナル・カラオケ）

## 같이 보기
- 2014년 오리콘 1위 싱글 목록